# Abarema turbinata
Abarema turbinata är en art av växter som först beskrevs av George Bentham, och fick sitt nu gällande namn av Barneby och J.W.Grimes. Abarema turbinata ingår i släktet Abarema, och familjen ärtväxter. Inga underarter finns listade i Catalogue of Life.
Denna växt förekommer i delstaten Bahia i Brasilien. Den ingår i Atlantskogen och i andra fuktiga skogar. IUCN kategoriserar arten globalt som sårbar.